# 布里登 (莱茵兰-普法尔茨州)
布里登是德国莱茵兰-普法尔茨州的一个市镇。总面积3.56平方公里，总人口321人，其中男性163人，女性158人（2011年12月31日），人口密度90人/平方公里。